# Siglohe (Rennertshofen)

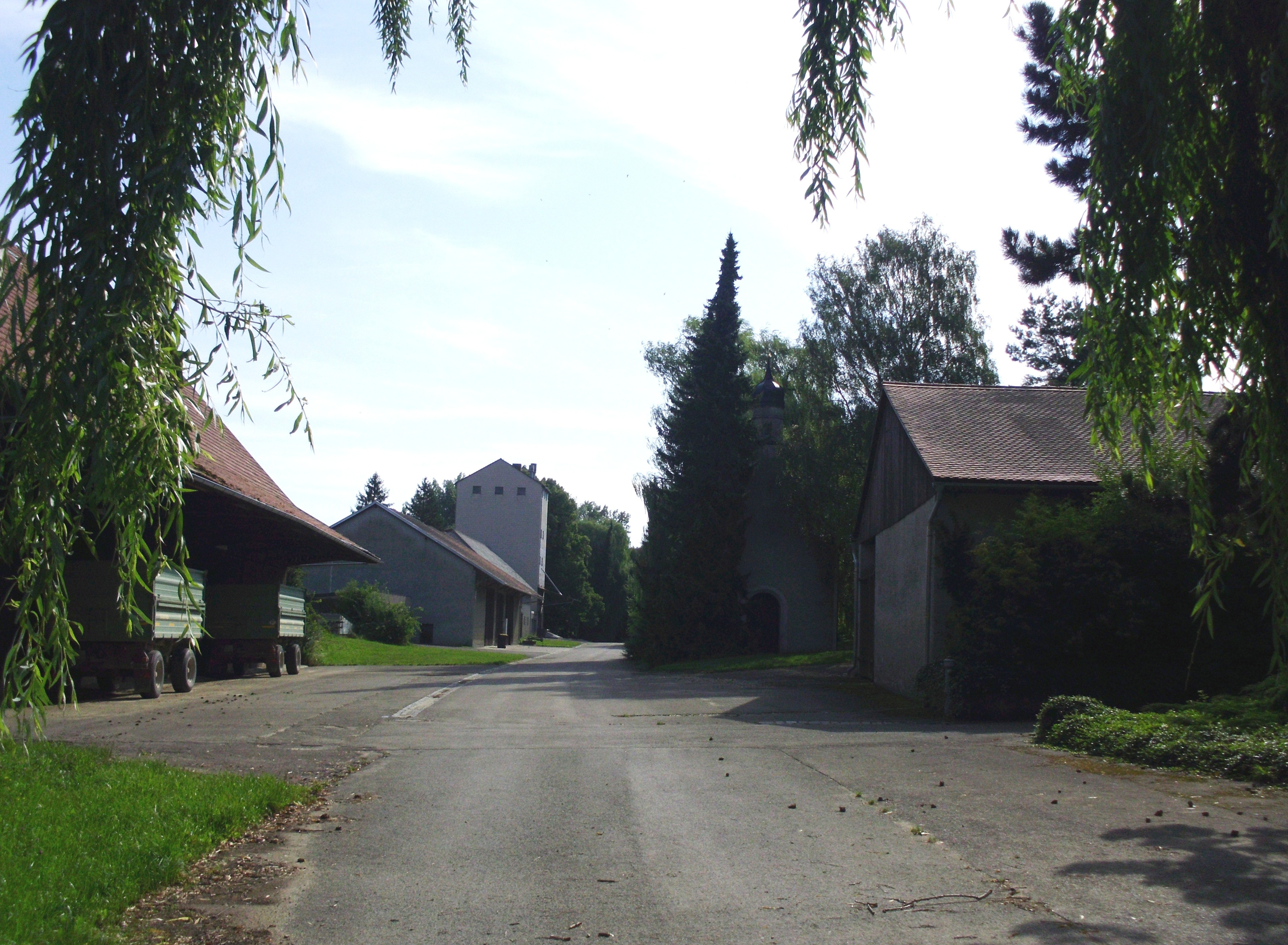
Gutshof Siglohe

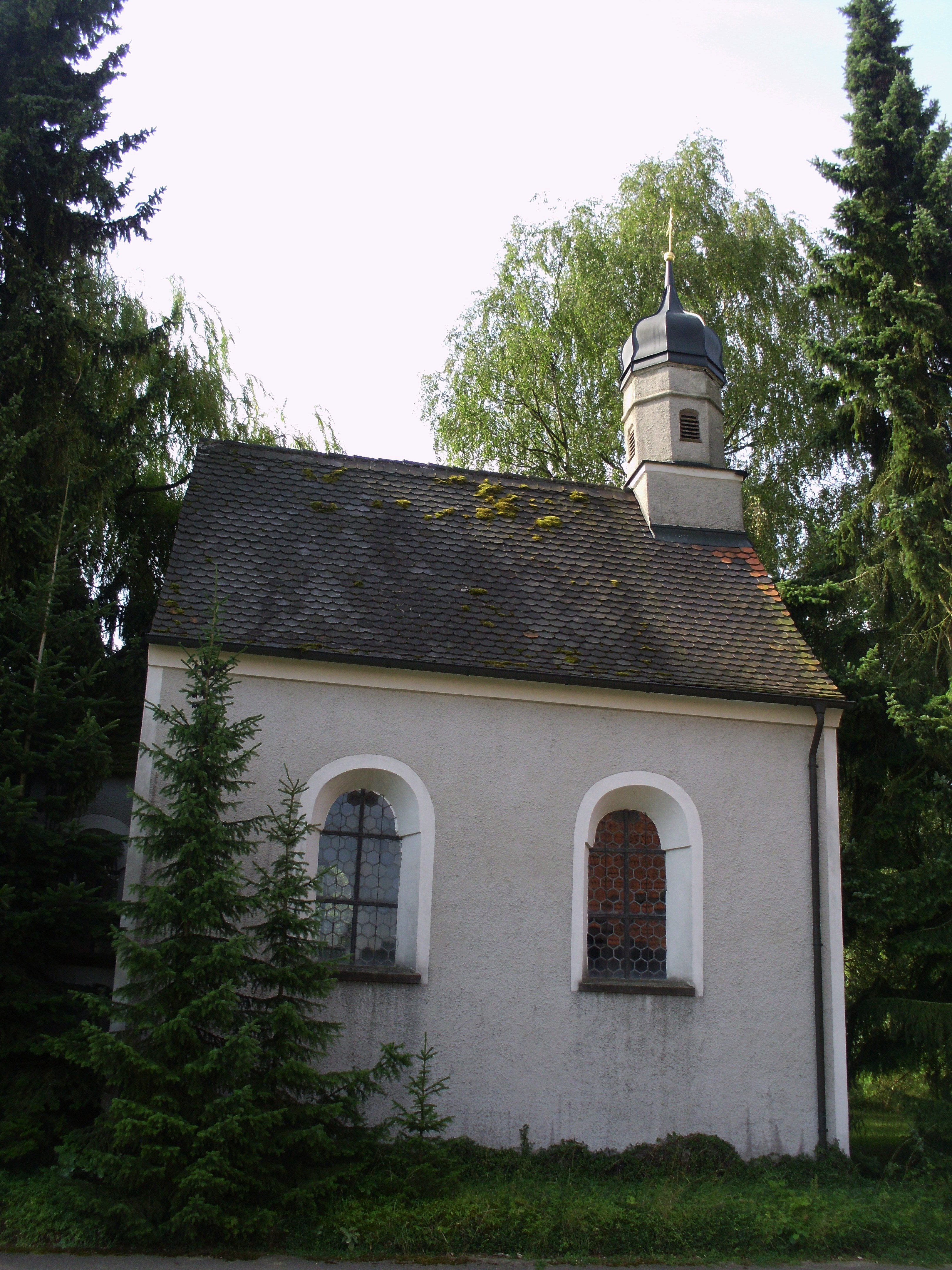
Marienkapelle

Siglohe ist ein zur Gemarkung Mauern des Marktes Rennertshofen gehörender Weiler im Landkreis Neuburg-Schrobenhausen im Regierungsbezirk Oberbayern. Zur Gemarkung Mauern gehört auch noch das Kirchdorf Treidelheim.

## Lage
Siglohe liegt nordnordöstlich vom Hauptort Rennertshofen und am Anfang des Wellheimer Trockentals auf der östlichen Hochebene der Südlichen Frankenalb. Zu erreichen ist der Weiler über eine von der Staatsstraße St 2047 bei der Ziegelei in Mauern abzweigende Straße bzw. über den Sigloher Weg von Treidelheim aus. Von Siglohe aus führt östlich ein sich verzweigender Wirtschaftsweg in ein größeres Waldgebiet mit dem 554 Meter hohen Hainberg.

## Geschichte
Der Weiler „Siglloe“ ist in einer Pfalz-Neuburger Grenzbeschreibung von 1571 als zur Grafschaft von Lechsgemünd-Graisbach gehörend bezeichnet. Ein aus Sachseln in der Schweiz stammender Adeliger namens Golder besaß hier das Einzelgehöft, das unter seinen Erben dreigeteilt wurde und sich schließlich zu einem Dorf entwickelte. Dieses verblieb im Alten Reich beim Landgericht Graisbach, später Graisbach-Monheim.
Nach der Säkularisation gehörte „Sigloe“ infolge der Kreiseinteilung von 1817 zum Steuerdistrikt Rennertshofen im Landgericht Monheim. Mit dem zweiten Gemeindeedikt von 1818 wurde die Ruralgemeinde Mauern mit den Ortsteilen Treidelheim und Siglohe gebildet. Bei der Trennung von Justiz und Verwaltung kam die Gemeinde in die Zuständigkeit des Bezirksamtes Donauwörth. 
Die Ausgliederung von Mauern erfolgte mit sechs weiteren Gemeinden am 1. Oktober 1879 in die Zuständigkeit des Amtsgerichtes Neuburg an der Donau. In der Folge der neuen Gerichtsorganisation wurde die Umgliederung und Zuteilung zum Bezirksamt Neuburg an der Donau zum 1. Januar 1880 verfügt.
Am 1. Januar 1859 kaufte Graf Aloys von Arco-Stepperg Siglohe mit seinen 12 Höfen, in denen 72 Personen lebten, für seine Hofmark Stepperg auf. Er gründete hier ein großes Ökonomiegut. Die bisherigen Bewohner verließen Siglohe, ihre Häuser wurden abgerissen. Lediglich drei Gebäude blieben für Bedienstete stehen. 1948 bis 1961 besaß das Gut Georg Graf Henckel von Donnersmarck, in den 1950/60er Jahren Mitglied des Deutschen Bundestages. 1961 lebten in Siglohe 42 Personen in fünf Wohngebäuden. Im gleichen Jahr erwarb die heutige Besitzerfamilie Geißler das Hofgut.
1867 umfasste das Hofgut 24 Gebäude; 13 Einwohner lebten hier. 1879/80 kam die Gemeinde Mauern, der auch der Weiler Siglohe angehörte, zum Bezirksamt und Landgericht Neuburg an der Donau, dem späteren schwäbischen Landkreis Neuburg. In diesem Landkreis blieb Mauern mit seinen Ortsteilen bis zum 30. Juni 1972 eine selbstständige Gemeinde. Dieser Landkreis kam im Zuge der Gebietsreform in Bayern nach Oberbayern und erhielt am 1. Mai 1973 die Bezeichnung Landkreis Neuburg-Schrobenhausen. Am 1. Mai 1978 erfolgte die Eingemeindung von Mauern mit Siglohe und Treidelheim in den Markt Rennertshofen; Siglohe ist seitdem einer von 28 amtlich benannten Gemeindeteilen Rennertshofens.

## Kapellen
Schon das ehemalige Dorf Siglohe besaß um 1600 eine Kapelle, die dem hl. Sebastian geweiht war und wohl im 17. Jahrhundert abgegangen ist. Die heutige Kapelle wurde 1758 am westlichen Rande des Hofgutes erbaut und dem hl. Josef geweiht. Graf Arco restaurierte sie 1860/61 als Marienkapelle, die neue Weihe erfolgte am 2. Dezember 1861. Sie gehört zur Pfarrei Mauern im Bistum Augsburg.
Östlich des Hofgutes befindet sich eine Waldkapelle aus der 2. Hälfte des 18. Jahrhunderts.
Beide Kapellen sind eingetragene Denkmäler.